# Sky Ferreira
Sky Tonia Ferreira (Los Ángeles, California; 8 de julio de 1992) es una cantante, compositora, modelo y actriz estadounidense. 
Cuando era adolescente, Ferreira comenzó a subir videos en Myspace de sí misma cantando canciones que había escrito, lo que la llevó a ser descubierta por los productores Bloodshy & Avant y a firmar un contrato de grabación con Parlophone en 2009. Lanzó su primer EP, As If!, en 2011, que combinó elementos de electropop y música dance. Sin embargo, el segundo EP de Ferreira, Ghost (2012), incorporó pop con estructuras de canciones más simplificadas y contó con colaboraciones con Jon Brion y Shirley Manson, así como la canción aclamada por la crítica «Everything Is Embarrassing», que compuso con Dev Hynes.
Después de múltiples retrasos y disputas con su sello discográfico, el álbum de estudio debut de Ferreira Night Time, My Time fue lanzado en octubre de 2013, precedido por el sencillo principal «You're Not the One», y marcó una desviación de su estilo anterior, incorporando más indie rock experimental con elementos de synth-pop. El álbum recibió elogios de la crítica. Ese año, se aventuró en la industria del cine después de aparecer en The Green Inferno de Eli Roth, y atrajo la atención de los medios después de ser arrestada por posesión de drogas. Estuvo expuesta a una audiencia mayoritaria como uno de los principales actos de apertura de Miley Cyrus en su gira internacional Bangerz Tour en 2014. Mientras aparecía en películas y otros proyectos, lanzó «Downhill Lullaby» y «Don't Forget» como sencillos de su próximo segundo álbum de estudio, Masochism, en marzo de 2019 y mayo de 2022, respectivamente.
El trabajo anterior de Ferreira incorporó elementos de dance pop, mientras que sus proyectos recientes experimentan con estilos musicales acústicos, new wave y principalmente indie rock. Su contenido lírico originalmente incorporó temas de rebelión y romance adolescente, y desde entonces ha evolucionado para hablar sobre inseguridades personales y temas románticos más maduros. Fuera de su trabajo en la industria del entretenimiento, ha modelado para varias marcas y revistas, incluida su actuación como portavoz de la marca de cuidado del cabello Redken en 2014.

## Biografía y carrera artística

### 1992-2010: Primeros años de vida e inicios de su carrera
Sky Tonia Ferreira nació el 8 de julio de 1992 en Venice, Los Ángeles, California. Acerca de su origen, Ferreira posee ascendencia portuguesa, ha señalado que su padre proviene de Brasil, mientras su madre es nativa de Norteamérica.
Ferreira fue criada en gran medida por su abuela, quien fue la estilista personal de Michael Jackson por más de 30 años. En una entrevista con Oli Wilson, del programa radial Newsbeat, comentó que «mantuvimos una amistad con Jackson. Cuando nací, me crié en su entorno, lo veía a menudo, incluso, tuve las vacaciones con él y cosas por el estilo». Ferreira expresó su interés por el canto desde temprana edad. Con el estímulo de Jackson, la abuela de Ferreira decidió inscribirla en clases de ópera. Durante una entrevista con la revista Rookie Ferreira indicó que había sido agredida sexualmente en su adolescencia dos veces, la primera vez por un vecino, y la segunda en un incidente en el que un hombre desconocido había irrumpido dentro de su casa. Con respecto a lo sucedido, Ferreira dijo durante la entrevista que nunca había tocado el tema públicamente, catalogando el hecho como «repugnante y traumatizante».  Posteriormente, Ferreira abandonó la secundaria después de completar el segundo año.
A los 14 años, Ferreira creó un perfil de Myspace, en el cual subió algunos demos escritos por ella misma. Poco antes de cumplir los 15 años de edad, envió una carta a los productores Bloodshy & Avant, solicitando un contrato de grabación, el cual fue aprobado. En 2009, firmó con Parlophone, y culminó su primer álbum de estudio que había comenzado a grabar cuando tenía 14 años. En 2010, se integró en las industrias del cine y modelaje, poco después obtuvo el papel protagónico en la película Putty Hill (2010), y apareció en las portadas de la revista Dazed & Confused y Interview.

### 2011-2012:As If!yGhost
Después de haber lanzado «17» y «One» que se posicionó en la casilla número 65 de la lista de canciones del Reino Unido, Ferreira anunció que su álbum debut sería lanzado el 11 de enero de 2011. Para comenzar su promoción, se lanzó como sencillo «Obsession», el cual había sido incluido anteriormente en el álbum recopilatorio Now That's What I Call Music! 35 (2010). Un par de meses después del anuncio el lanzamiento del primer álbum de Ferreira no llegó a ser concretado, siendo sustituido por su primer extended play, As If!, del cual se lanzó como sencillo principal «Sex Rules». Un crítico del sitio MuuMuse, habló favorablemente de su «versatilidad vocal y musical». Al mismo tiempo, Ferreira participó en la campaña publicitaria de Calvin Klein, CK One, junto a la cantante Cassie Ventura. Al año siguiente, fue fotografiada por Ellen von Unwerth para la portada de la revista Vs., y apareció en el comercial de Adidas junto a los raperos Big Sean y Snoop Dogg.
En noviembre de 2011, Ferreira anunció que su primer disco sería lanzado en febrero de 2012. Poco después, reveló que había estado trabajando en dicho proyecto junto a Jon Brion, Greg Kurstin y Shirley Manson. A principios de 2012, Ferreira confirmó que el título de su primer álbum sería Wild at Heart, revelando que «24 Hours» y «Swamp Girl» eran algunas de las pistas incluidas en este. En marzo del mismo año, Ferreira lanzó en Internet «Lost in My Bedroom», describiéndola como «la canción más electropop del disco». Luego de haber subido el vídeo de «Red Lips» en junio, ella afirmó que la canción había sido registrada como «I'm Not Alright».
En octubre de 2012, aún sin ser publicado su primer álbum de estudio, Ferreira anunció que su segundo EP titulado Ghost, sería lanzado el 16 de octubre del mismo año. Respectivamente, este se posicionó de número 8 en la lista de Billboard, Top Heatseekers, y de 71 en la de Alternative Album. El sencillo «Everything is Embarrassing», fue considerada la mejor pista del EP por parte de los críticos, siendo considerada por Katherine St. Asaph de Pitchfork como «el momento de arranque de Ferreira». En enero de 2013, Ferreira realizó su actuación debut en la televisión, donde interpretó «Everything is Embarrassing» durante el programa Late Night with Jimmy Fallon.

### 2013-2014:Night Time, My Time

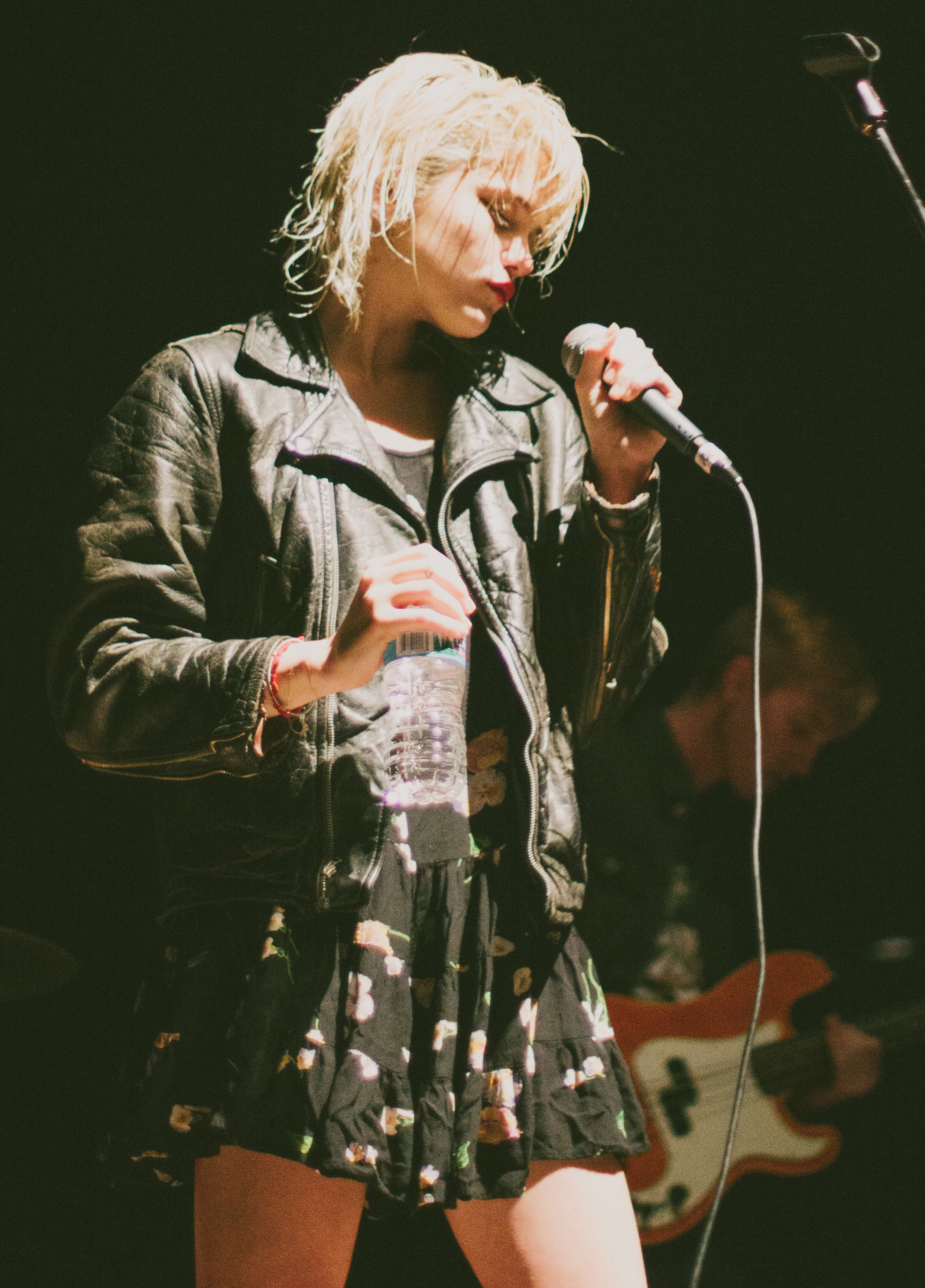
Ferreira en vivo en 2013.

En junio de 2013, Ferreira protagonizó el cortometraje IRL en el papel de Ángel, cinta que fue descrita como «una mirada a la realidad de la vida juvenil en Nueva York». Nuevamente la artista dio una fecha tentativa para el lanzamiento de su álbum debut, titulado finalmente Night Time, My Time y anunciado para salir al mercado el 29 de octubre de 2013 por Capitol Records. Tras su lanzamiento obtuvo reseñas favorables de la crítica.La portada fue realiza por el cineasta argentino Gaspar Noé.La revista Rolling Stone lo ubicó en su lista de los mejores álbumes debut de 2013. El disco debutó en la posición 45 en la lista de éxitos Billboard 200. «You're Not the One» fue publicado como el sencillo principal de Night Time, My Time el 24 de septiembre de 2013.
En septiembre, Ferreira interpretó el papel de Kaycee en la película de horror de Eli Roth The Green Inferno. En la madrugada del 14 de septiembre de 2013, Ferreira y su novio Zachary Cole Smith fueron arrestados en Saugerties, Nueva York por posesión de drogas. Ferreira tenía en su poder algunas tabletas de éxtasis y a Smith le fue encontrada heroína. En noviembre, Icona Pop y Sky Ferreira fueron anunciados como actos de apertura en la gira Bangerz Tour de Miley Cyrus, iniciando el 14 de febrero de 2014. Ese mismo mes publicó su tercer EP, Night Time, My Time: B-Sides Part 1.

### 2015-presente:Masochismy papeles en el cine
El 16 de julio de 2014, Ferreira anunció a través de Twitter que estaba preparando su segundo álbum. Ella describió el sonido del álbum como «más agresivo» y que estaba trabajando con Ariel Rechtshaid y Justin Raisen, con quienes produjo Night Time, My Time, así como con Bobby Gillespie y Andrew Innes, de la banda escocesa Primal Scream. Ferreira también expresó el deseo de colaborar con Gesaffelstein. También apareció en la película de comedia dramática de 2016 Elvis & Nixon, dirigida por Liza Johnson, y The Trust, protagonizada por Nicolas Cage y Elijah Wood, y dirigida por Benjamin y Alex Brewer.
Ferreira confirmó el 7 de abril de 2015 que su próximo segundo álbum de estudio se titulará Masochism. El 12 de mayo de 2015, la cantante anunció que lanzaría una película coescrita y dirigida por su colaborador frecuente Grant Singer acompañada de un nuevo sencillo con el álbum programado para ser lanzado más adelante en el año. Jimmy Choo reveló el 4 de junio que Ferreira sería el rostro de su nueva fragancia llamada Illicit. Colaboró con Primal Scream en la canción «Where the Light Gets In», que fue lanzada el 1 de febrero de 2016, como el sencillo principal del undécimo álbum de estudio de la banda, Chaosmosis. El 25 de abril de 2016 se anunció que Ferreira sería la estrella invitada en la secuela de 2017 de la serie de televisión Twin Peaks de David Lynch en la década de 1990. En octubre de 2016, participó en la película de Jonas Åkerlund Lords of Chaos, basada en el libro de 1998 del mismo nombre de Michael Moynihan y Didrik Søderlind. Apareció en Playboy en octubre de 2016, y la sesión de fotos sirvió como una «introducción visual» a su próximo álbum. Ferreira apareció en la película de atracos Baby Driver de Edgar Wright de 2017, interpretando a la madre del personaje principal Baby (interpretado por Ansel Elgort). También contribuyó con una versión de la canción de Commodores «Easy» a la banda sonora de la película, producida por Nigel Godrich.
En 2018, declaró: «Me gustaría aclarar para algunos: mi silencio no debe confundirse con negligencia, me preocupo profundamente y pongo todo lo que tengo en mi música. Incluyendo todas mis ganancias. No sacaré nada en lo que no crea o que apenas llegue a un nivel mínimo». El 21 de marzo de 2019, Ferreira anunció el sencillo «Downhill Lullaby», que se lanzó el 27 de marzo. En julio, estrenó una canción «Descending» durante el Festival de Música de Pitchfork. Colaboró con Charli XCX en su sencillo promocional «Cross You Out» lanzado en agosto. El 19 de diciembre de 2021, Ferreira declaró que Masochism «realmente saldría» en 2022. En marzo de 2022, lanzó un adelanto de 18 segundos del segundo sencillo de Masochism, titulado «Don't Forget», que luego se lanzó el 25 de mayo.

## Estilo musical
Ferreira es principalmente un cantante de synth-pop, también descrito como dance-pop, indie pop, indie rock, rock alternativo, y arte pop. Su trabajo anterior incorporó elementos de dance-pop y electropop, más notablemente vistos en pistas de As If! y Ghost. Este último EP también incluye elementos de acústica y new wave. Su contenido lírico originalmente incorporó temas de rebelión y romance adolescente; Andrew Unterberger de Popdust opinó que «17» juega el cuento de la chica enloquecida como una historia cercana al terror, claramente destinada a conmocionar y molestar», al tiempo que señaló que «One» «presenta en cambio a un Sky robado que lamenta el colapso de conexión en una relación y, como resultado, su propia incapacidad para sentir algo». A medida que avanzaba su carrera, Ferreira experimentó con mayor frecuencia con elementos del indie rock, que se escuchaban comúnmente en su primer álbumNight Time, My Time. El rango vocal de Ferreira ha sido descrito como el de un contralto.
Julianne Escobedo Shepberd de Rolling Stone escribió que las «canciones de Ferreira son pegadizas, pero también están densamente vidriadas con fuzz y sintetizadores, evocando influencias como Suicide, Siouxsie Sioux y el grupo de krautrock Harmonia». Karolina Ramos de The GW Hatchet comparó a Ferreira con la artista neozelandesa Lorde, de quienes sintió que «abordaban el amor, el deseo y la inseguridad contemporáneos con profundidad, compostura y franqueza». Comparó su estilo musical con la música pop de la década de 1980 y señaló que «su voz ronca y sensual recuerda a Lana Del Rey, abandonando el brillo y la vivacidad por un tono más frío. Aún así, Ferreira puede dejarse llevar, con temas más suaves como «Sad Dream», «mostrando su rango vocal y su suavidad rara vez observada». Andrew Unterberger declaró que «a través de una variedad de sencillos, EP, funciones invitadas y apariciones en vivo, Sky ha demostrado ser una de las cantantes más talentosas, compositoras creativas y colaboradoras inteligentes actualmente trabajando en el género», pero culpó al «mal marketing, las disputas de sellos discográficos y su propio perfeccionismo» por el retraso prolongado de Night Time, My Time; también afirmó que el cambio de nombre repetido del disco en sí «debería darle una idea de los problemas de identidad musical que ha sufrido a lo largo de los años».
Después de establecer una amistad con la cantante Miley Cyrus en 2013, Gregory E. Miller del New York Post señaló que los medios y el público en general continuarían «siguiendo cada uno de sus movimientos». Ferreira comentó que «[Miley] obviamente es mucho más grande y todos los ojos [están] puestos en ella, pero siento que estamos pasando por algo similar en el que todos intentan decir que estamos tratando de convertirnos en objetos, pero en realidad, todos los demás lo están haciendo más así: sensacionalizando el sexo y leyendo las cosas. Es bueno tener a alguien que lo entienda». Ferreira también había generado una controversia menor después de aparecer en topless en la portada de Night Time, My Time, a lo que ella respondió «no hay nada en esa foto que sea pornográfico; vinimos a esta tierra desnudas». Ferreira también es feminista, que ha influido en su obra; ella ha dicho: «Siento que estoy haciendo un mal trabajo como feminista si no hago enojar a alguien».

### Influencias
Ferreira ha citado a Madonna, Prince, Fiona Apple, The Jesus and Mary Chain, Gwen Stefani, Sonic Youth, Alice Cooper, Nancy Sinatra, Cat Power, Blondie, Hole, Elliott Smith, Kate Bush, My Bloody Valentine, Carly Simon, Françoise Hardy, y The Runaways como influencias musicales.

## Filantropía
En julio de 2014, Ferreira actuó en el Music Hall de Williamsburg en la ciudad de Nueva York en beneficio de la Fundación David Lynch. Ferreira anunció que los fondos recaudados «se destinarán a programas de Meditación Trascendental (TM) para estudiantes en riesgo, veteranos con PTSD, mujeres sobrevivientes de violencia doméstica, indígenas americanos que sufren de diabetes, personas sin hogar y encarceladas». De su propia práctica, dijo, «TM me salvó la vida». En apoyo de las protestas del oleoducto de acceso de Dakota, Ferreira actuó en un concierto benéfico titulado We Rock with Standing Rock en diciembre de 2016.

## Discografía

### Álbumes

#### Álbumes de estudio
| Álbum               | Detalles | Posiciones | Posiciones | Posiciones |
| Álbum               | Detalles | AUS        | USA        | UK         |
| ------------------- | --- | ---------- | ---------- | ---------- |
| Night Time, My Time | - Fecha de lanzamiento: 29 de octubre de 2013 - Discográfica: Capitol Records - Formatos: CD, LP descarga digital | 40         | 45         | 73         |

#### EP
| EP                                  | Detalles                                                                                                |
| ----------------------------------- | --- |
| As If!                              | - Lanzamiento: 22 de marzo de 2011 - Discográfica: Capitol Records - Formatos: CD, descarga digital     |
| Ghost                               | - Lanzamiento: 16 de octubre de 2012 - Discográfica: Capitol Records - Formatos: CD, descarga digital   |
| Night Time, My Time: B-Sides Part 1 | - Lanzamiento: 25 de noviembre de 2013 - Discográfica: Capitol Records - Formatos: CD, descarga digital |

### Sencillos

#### Como artista principal
| 2010                                                                           | «17»                         | —  | —  | —  | —  | —                   |
| 2010                                                                           | «One»                        | —  | —  | 60 | 64 | —                   |
| 2010                                                                           | «Obsession»                  | 37 | —  | —  | —  | —                   |
| 2011                                                                           | «Sex Rules»                  | —  | —  | —  | —  | As If!              |
| 2012                                                                           | «Red Lips»                   | —  | —  | —  | —  | Ghost               |
| 2013                                                                           | «Everything Is Embarrassing» | —  | 20 | —  | —  | Ghost               |
| 2013                                                                           | «You're Not the One»         | —  | —  | —  | —  | Night Time, My Time |
| 2014                                                                           | «I Blame Myself»             | —  | —  | —  | —  | Night Time, My Time |
| 2019                                                                           | «Downhill Lullaby»           | —  | —  | —  | —  | Masochism           |
| 2022                                                                           | «Don't Forget»               | —  | —  | —  | —  | Masochism           |
| «—» indica que el sencillo no fue lanzado o no se posicionó en ese territorio. |                              |    |    |    |    |                     |

## Filmografía

### Cine
| Año  | Título            | Rol              | Notas        |
| ---- | ----------------- | ---------------- | ------------ |
| 2010 | Putty Hill        | Jenny            |              |
| 2011 | The Wrong Ferrari | Ella misma       | Cameo        |
| 2013 | IRL               | Angel            | Cortometraje |
| 2013 | The Green Inferno | Kaycee           |              |
| 2016 | The Trust         | Mujer            |              |
| 2016 | Elvis & Nixon     | Charlotte        |              |
| 2017 | Baby Driver       | Mamá de Baby     |              |
| 2018 | Lords of Chaos    | Ann-Marit        |              |
| 2018 | American Woman    | Bridget Callahan |              |
| 2022 | Alone at Night    | Stacy            |              |
| 2023 | Reptiles          | Renee            |              |

### Televisión
| Año  | Título     | Rol  | Notas               |
| ---- | ---------- | ---- | ------------------- |
| 2017 | Twin Peaks | Ella | Episodio: "Parte 9" |